# ميتش لوف
ميتش لوف هو لاعب هوكي الجليد كندي، ولد في 15 يونيو 1984 في كينيل في كندا.

## وصلات خارجية
- ميتش لوف على موقع دوري الهوكي الوطني (الإنجليزية)
- ميتش لوف على موقع EliteProspects.com (الإنجليزية)
- ميتش لوف على موقع HockeyDB.com (الإنجليزية)